# Tjäredalstjärnarna (Vilhelmina socken, Lappland, 722614-150104)
Tjäredalstjärnarna är en sjö i Vilhelmina kommun i Lappland och ingår i Ångermanälvens huvudavrinningsområde. Tjäredalstjärnarna ligger i Marsfjället Natura 2000-område.